# クインシー (カリフォルニア州)
クィンシー（英: Quincy）は、アメリカ合衆国カリフォルニア州の国勢調査指定地域（CDP）。プラマス郡の郡庁所在地である。人口は2000年に1,879人だったが、2010年には1,728人に減った。市名はイリノイ州のクインシーに因んで名付けられた。この町はハイシエラ音楽祭を開催する町として知られている。

## 歴史
クィンシーはプラマス郡エリザベスタウンの直ぐ外でカリフォルニア・ゴールドラッシュの地域社会としてその歴史が始まった。エリザベスタウンは1852年に始まり、緩りと小さくなり、アメリカン・バレーの中で1マイル (1.6 km) 移動して1858年以後はクィンシーの町になった。町にはプラマス郡博物館があり、マイドゥ族インディアンやゴールドラッシュ時代の加工品など多くの物を見ることができる。プラマス郡庁舎の背後にある通りに位置している。

## 地理

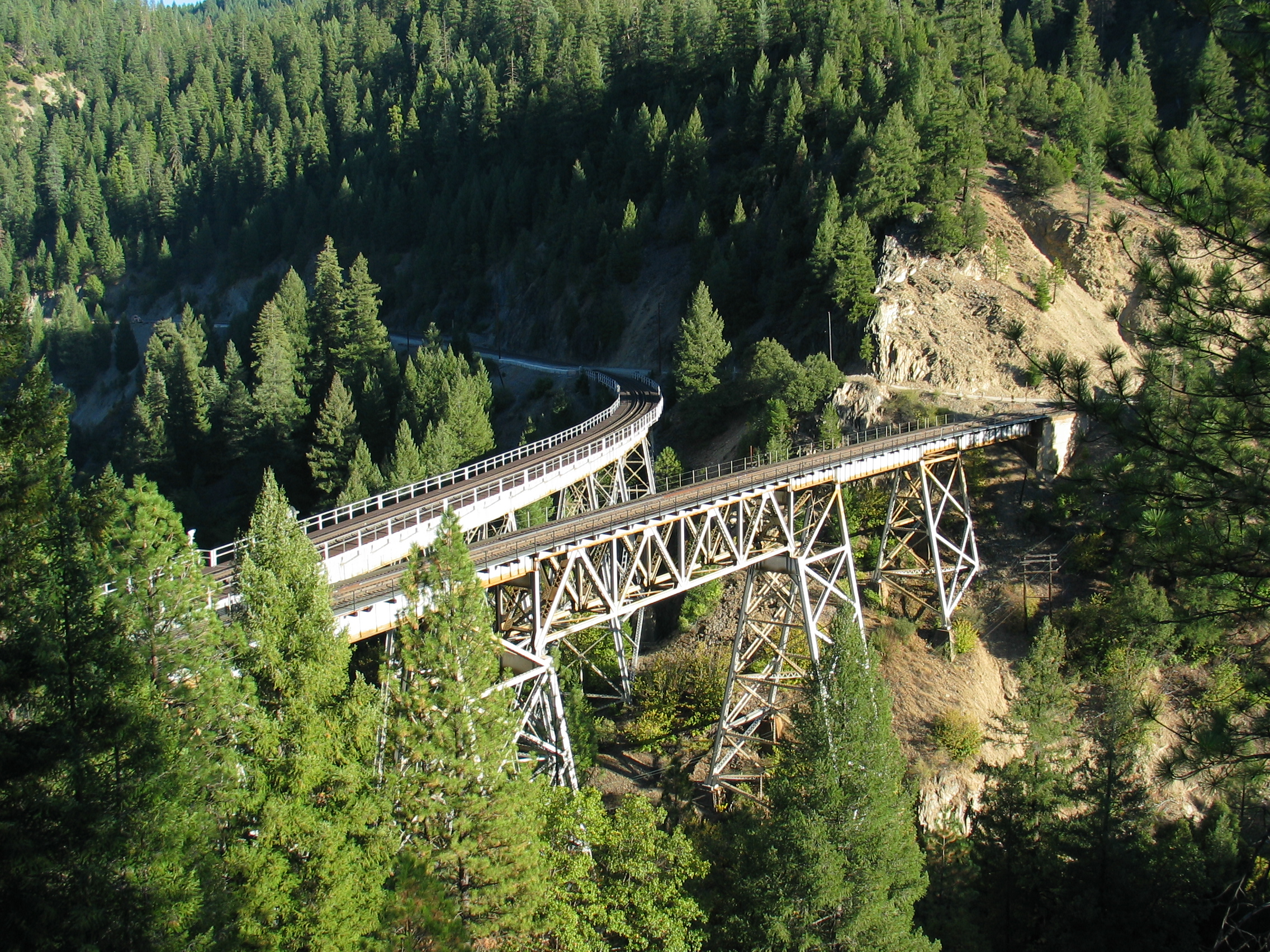
クィンシーから近いケディワイと呼ばれる鉄道の分岐点、鉄道ファンに人気がある

クィンシーは北緯39度56分11秒 西経120度56分53秒 / 北緯39.93639度 西経120.94806度に位置する。アメリカ合衆国国勢調査局に拠れば、市域全面積は41.2平方マイル (111.0 km2)であり、すべて陸地である。

## 人口動態
以下は2000年の国勢調査による人口統計データである。
| 基礎データ - 人口: 1,879人 - 世帯数: 858世帯 - 家族数: 479家族 - 人口密度: 171.1人/km2（443.4人/mi2） - 住居数: 899軒 - 住居密度: 81.9軒/km2（212.2軒/mi2） 人種別人口構成 - 白人: 90.9% - アフリカン・アメリカン: 1.5% - ネイティブ・アメリカン: 2.2% - アジア人: 0.8% - 太平洋諸島系: 0.1% - その他の人種: 1.5% - 混血: 3.0% - ヒスパニック・ラテン系: 4.8% 年齢別人口構成 - 18歳未満: 23.9% - 18-24歳: 8.6% - 25-44歳: 24.3% - 45-64歳: 25.8% - 65歳以上: 17.4% - 年齢の中央値: 41歳 - 性比（女性100人あたり男性の人口） - 総人口: 89.2 - 18歳以上: 87.2 | 世帯と家族（対世帯数） - 18歳未満の子供がいる: 27.3% - 結婚・同居している夫婦: 40.2% - 未婚・離婚・死別女性が世帯主: 12.7% - 非家族世帯: 44.1% - 単身世帯: 38.7% - 65歳以上の老人1人暮らし: 13.8% - 平均構成人数 - 世帯: 2.13人 - 家族: 2.79人 収入と家計（2007年推計） - 収入の中央値 - 世帯: 30,508米ドル - 家族: 40,536米ドル - 性別 - 男性: 38,438米ドル - 女性: 27,411 米ドル - 人口1人あたり収入: 19,944米ドル - 貧困線以下 - 対人口: 11.1% - 対家族数: 5.1% - 18歳未満: 11.3% - 65歳以上: 2.8% |

## "メジャー"な山岳地域社会
クィンシーは法人化の噂がある"メジャー"な山岳地域社会3つのうちの1つである。他の2つはトリニティ郡のウィーバービルとシャスタ郡のバーニーである。
クィンシーにはプラマス郡で唯一大型チェーン・グロサリーストアのセイフウェイがある。またファストフードのフランチャイズ、タコベルがあることでも唯一だったが、郡内のポルトラ市にサブウェイができた。クィンシーにもサブウェイの店がある。

## 政治
カリフォルニア州議会では、上院の第1および下院の第3選挙区に属している。連邦議会下院ではカリフォルニア州第4選挙区に属し、クック投票動向指数では共和党+11となっている。2010年時点ですべて共和党議員が務めている。

## 関係者
- コディ・アンダーソン：プロ野球選手